# Grabova vila
Grabova vila je členitý objekt rodinného domu s kaplí ve stylu historismu, který stojí v Praze 8, katastrálním území Libeň, při ulici Na Košince 502/1, na východ od usedlosti Košinka, v parku ohraničeném ulicí U Meteoru.

## Historie

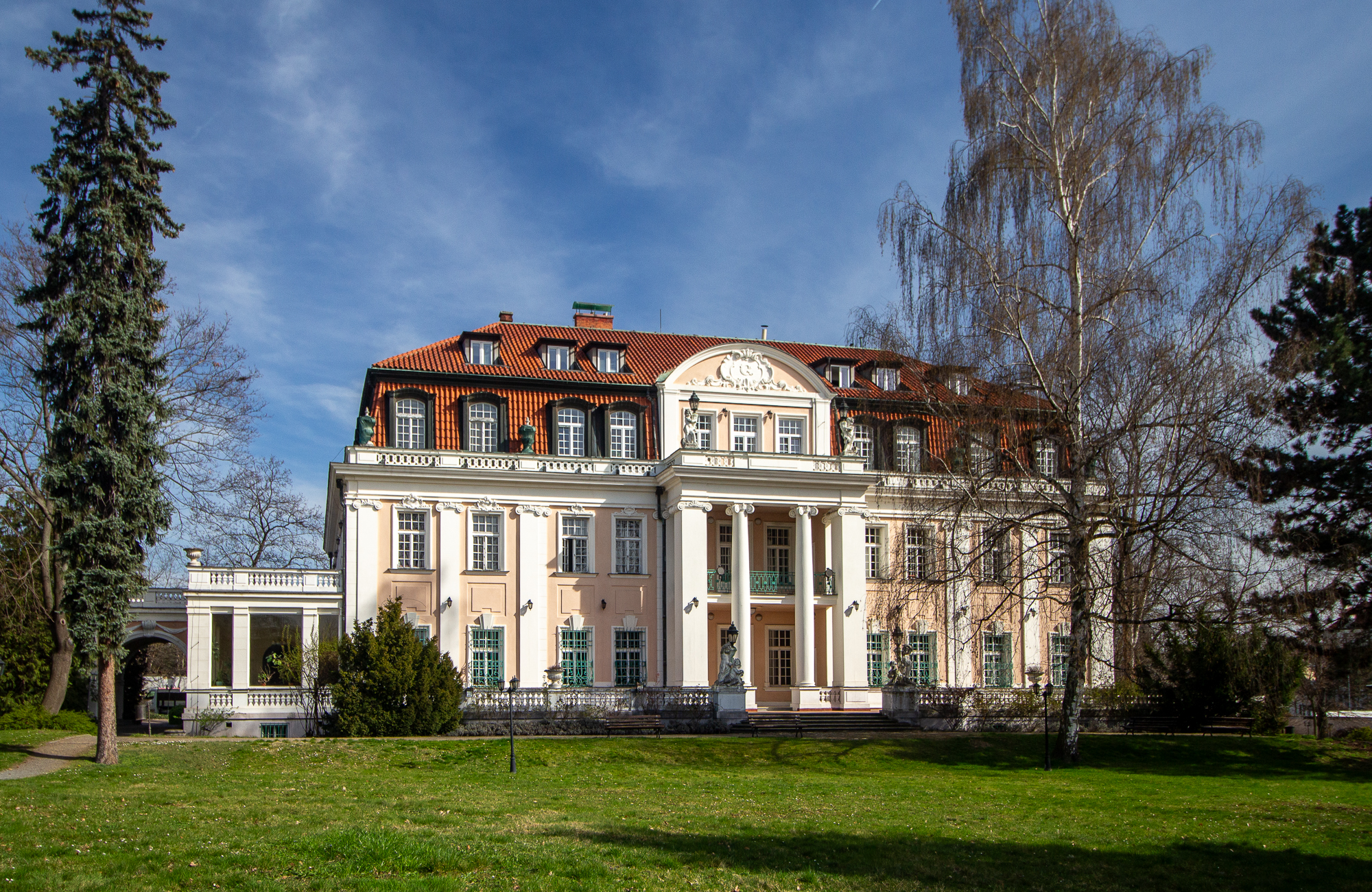
Grabova vila od zahrady

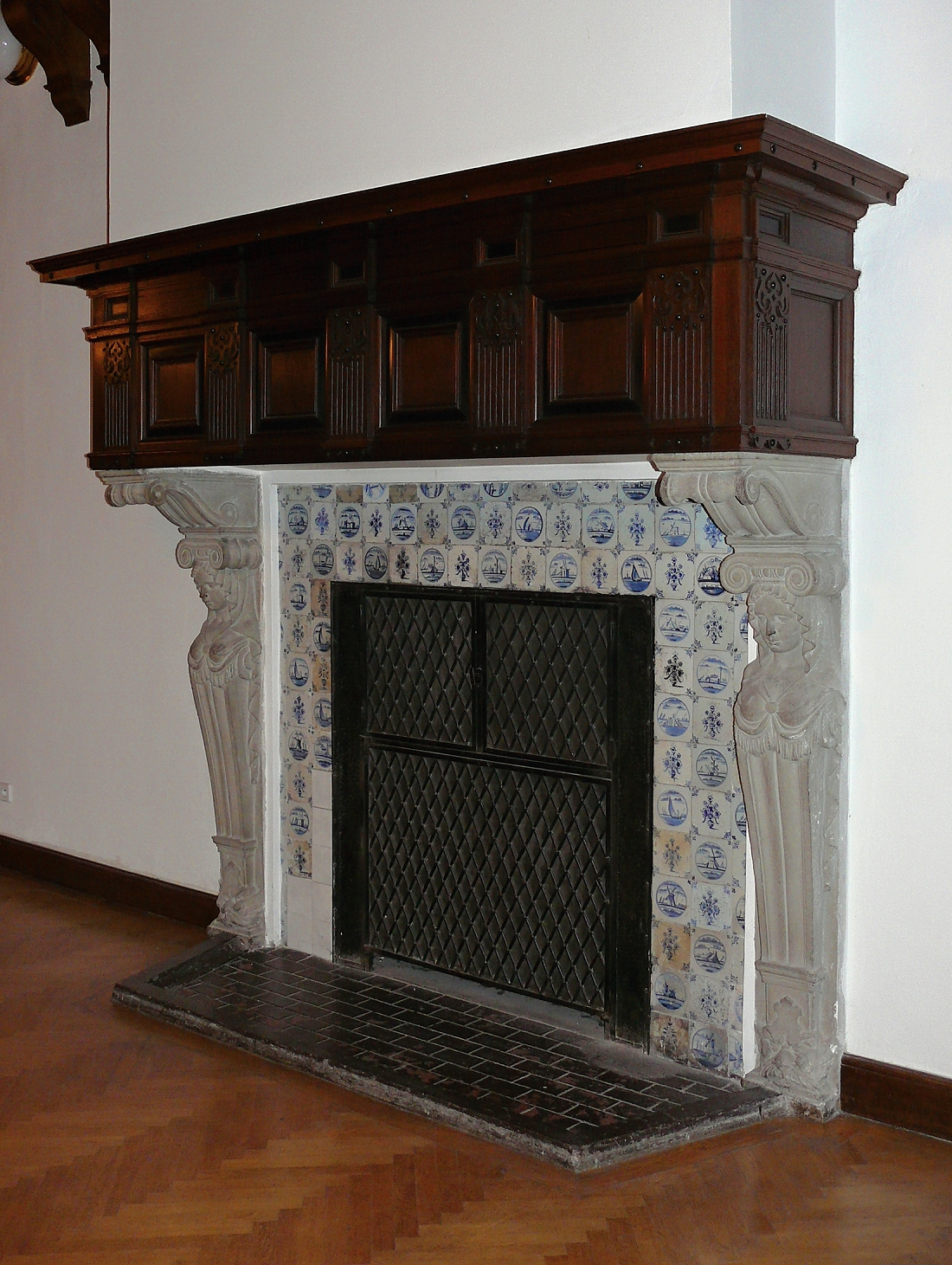
Grabova vila – krb ve schodišťové hale

Budova byla postavena v 90. letech 19. století pro rodinu majitele firmy M. Grab Söhne Hermanna Graba staršího karlínským stavitelem a architektem Josefem Blechou.  Grabova rodina podnikatelů přišla do Prahy z Drahelic na Nymbursku počátkem 40. let 19. století. Významně přispěla k rozvoji průmyslu v pražské Libni, když Hermannův otec Moise (1812-1895) roku 1868 otevřel továrnu v Pelc-Tyrolce. Kolem roku 1876 rodina získala usedlost Košinka, kde v letech 1879-1880 založili prosperující Grabovu c. k. výsadní továrnu na voskovaná plátna a koberce. Na sklonku 19. století stala jejich továrna největší svého druhu v Rakousko-Uherské monarchii. V reprezentativním sídle rodiny Grabů byli častými hosty např. skladatel Richard Strauss (tchán Alice Grabové), či přátelé Hermanna Graba, filosof Theodor W. Adorno a Max Brod, stejně tak zde pobýval vnuk stavebníka, spisovatel a klavírista Hermann Grab mladší. 
V období velké hospodářské krize ve 30. letech 20. století Grabovi vilu prodali (1932) a byl v ní zřízen internát pro dívky ze zámožnějších rodin, tzv. anglický institut Victoria College. Mezi roky 1941–1945 budovu využívala pražská pobočka Hitlerjugend, po skončení druhé světové války tu sídlilo četnictvo a po roce 1948 dětský domov. V letech 1948–1993 zde fungovala Střední zdravotnická škola, později zde byly umístěny některé odbory Úřadu Městské části Praha 8.

### Přestavba Grabovy vily

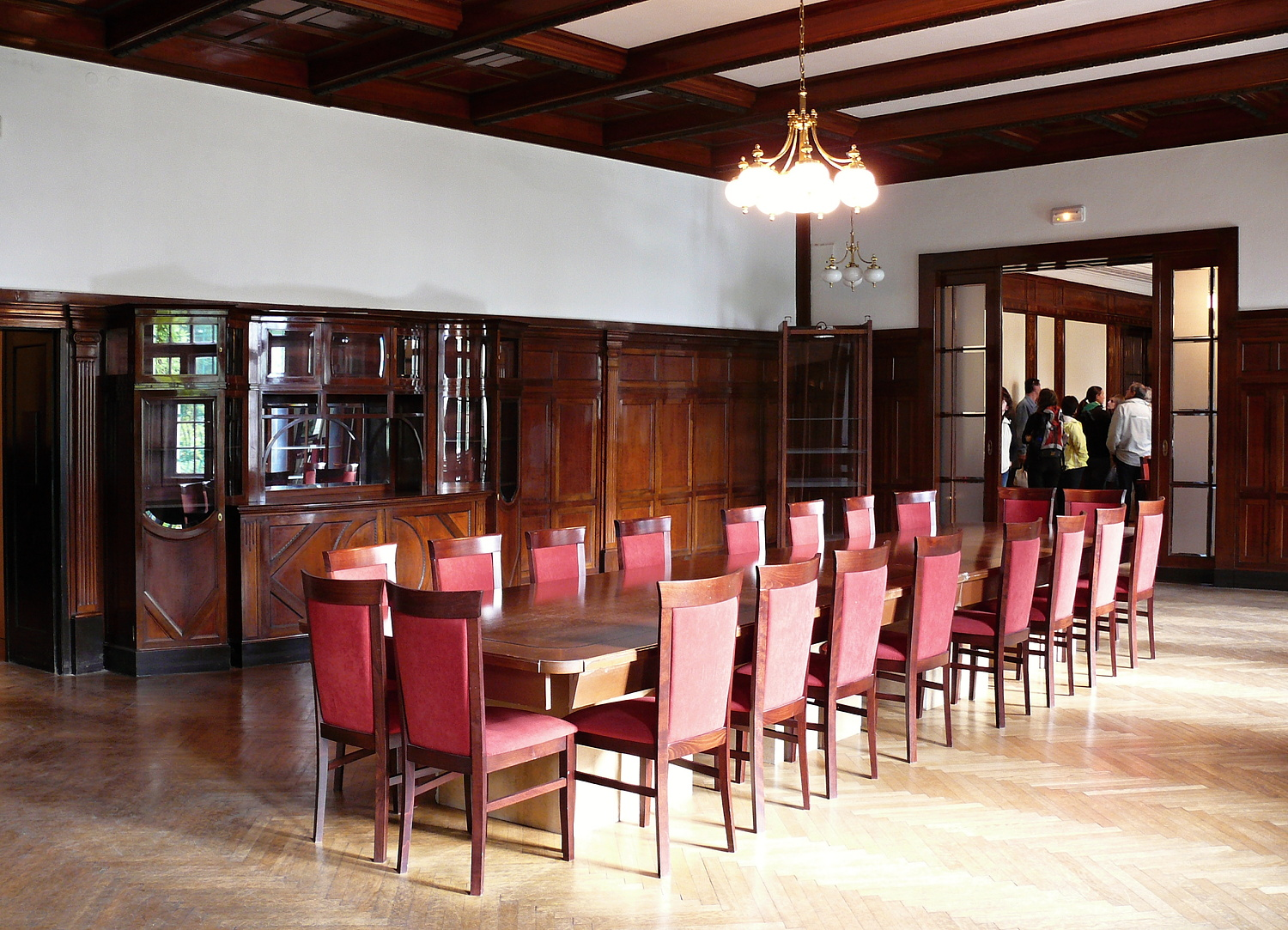
Grabova vila – jídelna

Budova Grabovy vily byla původně jednopatrová a měla menší půdorys. V letech 1928 - 1929 Grabova rodina uskutečnila rozsáhlou přestavbu. Přistavěna byla nástavba II. patra s podkrovím. Budova byla v celé své podélné linii severně rozšířena a podsklepena. Přistavěno bylo podkroví, budova dostala prejzovou krytinu, vikýře a ustupující mansardové stěny. Masivní atikové zábradlí s terasami ve druhém patře bylo vyzdobeno na jižní a západní straně plastikami. Velká terasa nad severním vchodem má ozdobné zábradlí s balustrádou. Na balustrádě stojí dvě sochy andělů, kteří nesou lucerny. Nejbohatší výzdobou bylo opatřeno západní průčelí. Po celé délce tohoto průčelí byla vybudována přízemní terasa s tvarovaným zábradlím s balustrádou. Zábradlí je ozdobeno lucernami. Terasa je uprostřed rozdělena širokým schodištěm a rizalitem. Rizalit byl vstupem do hudebního salonu. Protínají jej dva vysoké iónské sloupy na hranatém soklu, které nesou balkon ve druhém patře. Nad sloupy je na atikovém zábradlí bohatě zdobená erbovní plastika se sochami jako štítonoši.

### Dívčí domov v Grabově vile
V roce 1932 se po smrti Emanuela Graba stal vlastníkem vily Dr. Hugo Grab. Majetek rodiny byl však zatížen značnými hypotékami, proto se v roce 1936 sjednal s osvětovým odborem hl. města Prahy pronájem paní Josefině Victoriusové-Mockerové. Ta zde zřídila dívčí internát v anglickém stylu pro zámožnější chovanky.

### Hitlerjugend v Grabově vile
V roce 1939 byla na majetek Dr. Maxe Josefa Graba a pozůstalost po Dr. Hugo Grabovi uvalena nucená správa. Za německé okupace byl veškerý židovský majetek zabaven gestapem. Roku 1941 objekt z neopatrnosti při sváření vyhořel. Prohořely části střechy a stropů v podkroví a ve druhém patře domu při východním a severním průčelí. Požár byl rozsáhlý, byl uhašen až za pět a půl hodiny. Dohašovací práce trvaly ještě celý následující den. Roku 1943 byl správou Grabovy vily říšským protektorem ustanoven Adalbert Lederer. Po opravě budova sloužila Hitlerově mládeži - Hitlerjugend.

### Grabova vila po druhé světové válce
Vila byla částečně poškozena během Pražského povstání, kdy došlo k přestřelce mezi členy Hitlerjugend a českými vlastenci. Spojenecký nálet z 25. března 1945 zasáhl i Košinku, která dostala čtyři zásahy. Po skončení druhé světové války byla na majetek rasově persekvovaných rakouských státních příslušníků jako na cizácký majetek uvalena bez jejich účasti národní správa. Rozhodnutím pražského primátora Dr. Vacka ze dne 20. července 1945 zde byl zřízen útulek pro děti do tří let s kapacitou 100 lůžek. Po únoru 1948 byl majetek rodiny Grabů zkonfiskován dle prezidentských dekretů jako nepřátelský a podle rozhodnutí Fondu národního majetku z 30. 12. 1949 o přídělu konfiskovaného majetku bylo vlastnické právo vloženo na Obec hlavního města Prahy. V zahradě vily byl postaven náhradní pavilon jeslí. Ve vila byla otevřena dvouletá ošetřovatelská škola. Počátkem 50. let ve 20. století byla škola změněna na Vyšší školu sociální a zdravotní. V letech 1953-1957 bylo přechodně zavedeno tříleté zdravotnické studium. Od roku 1961 byl studijní program nahrazen čtyřletým studiem a škola byla přejmenována na Střední zdravotnickou školu.

### Současnost
Od 1. července 1991 přešla škola pod ministerstvo zdravotnictví. V roce 2000 pak budova opět změnila správu. Je využívána Městskou částí Prahy 8 pro potřeby Úřadu Městské správy. V Grabově vile sídlí odbor bytový, majetkový a životního prostředí. V budově jsou využívány i krásné reprezentativní prostory. Vila patří mezi nejzachovalejší vily z období první republiky. Občasně je využívána filmovou produkcí.

## Grabova vila ve filmu
- České století (jako dům jednoho z komunistických pohlavárů)
- Četnické humoresky
- Carnival Row (jedna scéna)
- Všechna moc lidu Stalinovi
- Praha 8 podporuje umění (dokument)